# Griffinita
La griffinita és un mineral de la classe dels òxids que pertany al grup de la pseudobrookita. Rep el nom de William L. Griffin, geòleg de la Universitat Macquarie, a Austràlia.

## Característiques
La griffinita és un òxid d'alta temperatura de fórmula química Al₂TiO₅. Va ser aprovada com a espècie vàlida per l'Associació Mineralògica Internacional l'any 2022 i publicada en el mes de setembre de 2023. Cristal·litza en el sistema ortoròmbic.

## Formació i jaciments
Va ser descoberta en forma d'inclusions en xenocristalls de corindó trobats a la zona del mont Carmel, al districte de Haifa d'Israel, sent aquest indret és l'únic a tot el planeta on ha estat descrita aquesta espècie mineral. Aquestes inclusions es presenten com a cristalls subèdrics, de mida aproximada entre 1 i 4 μm, juntament amb rútil ric en zirconi.